# Chauddagram
Chauddagram è un sottodistretto (upazila) del Bangladesh situato nel distretto di Comilla, divisione di Chittagong. Si estende su una superficie di 268,48 km² e conta una popolazione di 443.648  abitanti (censimento 2011).